# Bandai Namco Entertainment
Bandai Namco Entertainment, Inc. (NBEI) (株式会社バンダイナムコエンターテインメント, Kabushiki Gaisha Bandai Namuko Entāteinmento) és una productora de videojocs i màquines recreatives en el qual l'empresa és una fusió entre Bandai i Namco. Bandai Namco Games és completament de Bandai Namco Holdings Inc (NBHD) i s'especialitza en la producció i vendes de videojocs i màquines recreatives.

## Història
A principis de l'any 2005, Namco Ltd i Bandai Co Ltd van anunciar de combinar les seves operacions. La fusió es va fer el setembre del mateix any i ambdues empreses van començar a treballar juntes sota el nom de Bandai Namco Holdings.
El 31 de març de 2006, l'empresa de videojocs, Bandai, es va fusionar amb Namco i va canviar el nom a Namco Bandai Games. Des del gener de 2014 es coneixeria a tot el món amb el nom de Bandai Namco Games. Des de l'1 d'abril de 2015 s'anomena Bandai Namco Entertainment.

## Videojocs
- Ace Combat X: Skies of Deception.
- Ace Combat Zero
- Another Century's Episode: R
- Dark Souls
- Cross Edge
- Dragon Ball Z: Sparking Neo
- Enslaved: Odyssey to the West
- Gunpey
- Inuyasha: Secret of the Divine Jewel
- The Legend of Heroes III: Song of the Ocean
- Mario Kart Arcade GP 2
- Mobile Suit Gundam: Crossfire
- Naruto: Ultimate Ninja
- Naruto: Uzumaki Chronicles
- Pac-Man World Rally
- Ridge Racer 7
- Smash Court Tennis 3
- Tales of the Abyss
- Tamagotchi Connection: Corner Shop
- Tamagotchi Connection: Corner Shop 2
- Tekken 5: Dark Resurrection
- Tekken 6
- Trioncube
- Xenosaga Episode III: Also sprach Zarathustra